# Dreaming People
"Dreaming People" är en svensk musiksingel från 2010 med Jay Smith som båda Idol 2010-finalisterna Jay Smith och Minnah Karlsson framförde under finalen den 10 december samma år. Den är skriven av Christian Walz, Svante Halldin, Jakob Hazell och Sharon Vaughn. Direkt efter finalen släpptes singeln för mobil nedladdning. Tre dagar senare, den 13 december 2010, släpptes den på CD och för digital nedladdning.
Dreaming People är den första "vinnarlåten" från Idol som inte toppade svenska singellistan.

## Listplaceringar
| Lista (2011) | Topplacering |
| ------------ | ------------ |
| Sverige      | 3            |